# ニコラ・ピリッチ

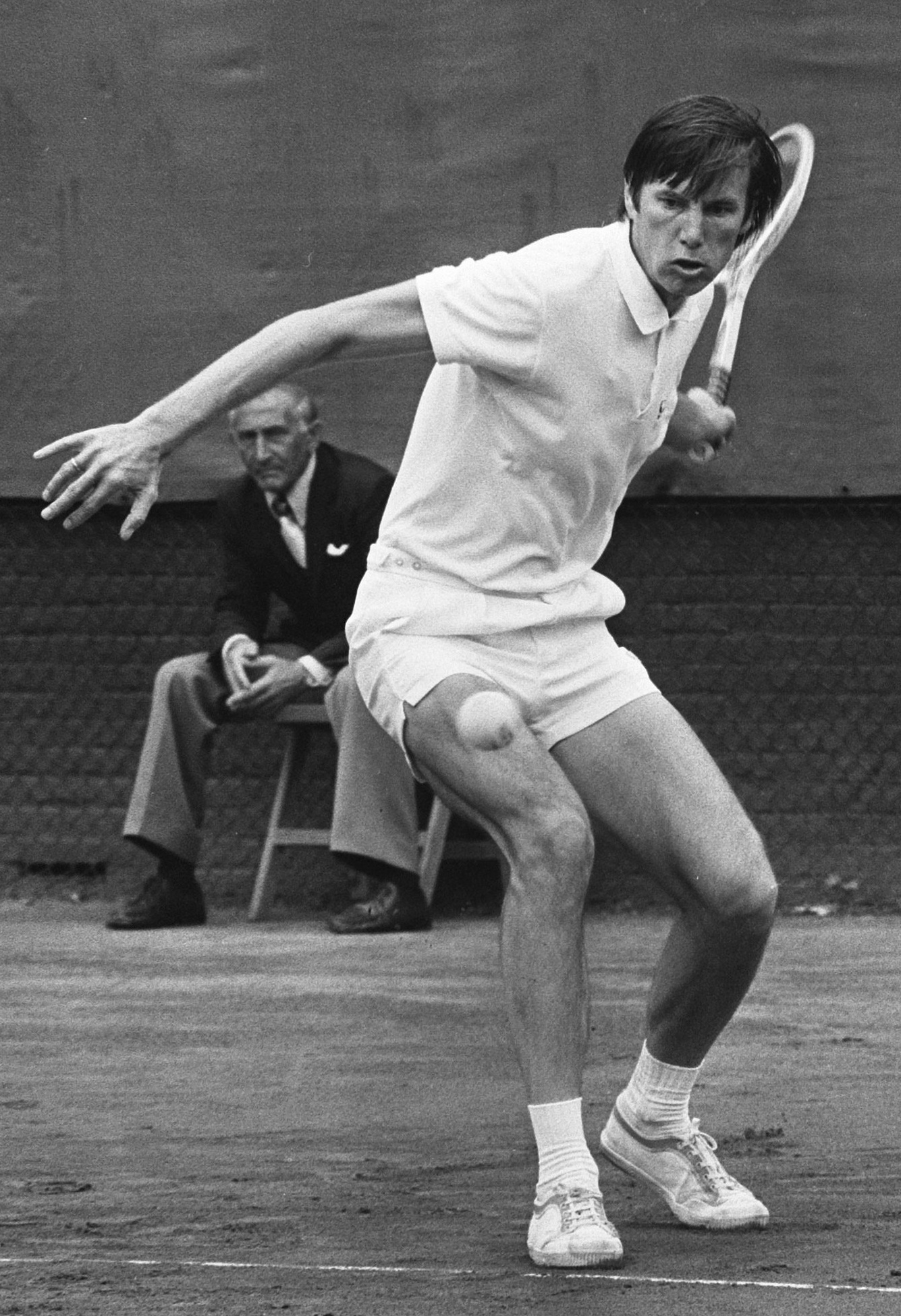
Nikola Pilić, 1975

ニコラ・ピリッチ（Nikola Pilić, 1939年8月27日 - ）は、ユーゴスラビア（現クロアチア）・スプリト出身の元男子プロテニス選手。本名は「ニコラ・ピリッチ」というが、愛称の「ニキ・ピリッチ」（Niki Pilić または Nikki Pilić）でよく知られる。1973年の全仏オープン男子シングルス準優勝者。1970年の全米オープン男子ダブルスでピエール・バルト（フランス）と組んだ優勝もある。左利きの選手で、強力なサービスとフォアハンド・ストロークを大きな武器にした。現役選手時代は、同僚たちの中でもひときわ強烈な個性の持ち主として知られた。指導者としても多くの実績を持ち、男子テニス団体戦・デビスカップの監督としてチームを4度優勝に導き、自身の経営する「ニキ・ピリッチ・テニスアカデミー」でノバク・ジョコビッチ（セルビア）などを育て上げたことで知られる。

## 選手経歴
ピリッチのテニス経歴は、1960年のウィンブルドン選手権2回戦から始まる。1961年から1967年までの7年間、彼はデビスカップのユーゴスラビア代表選手を務めた。1966年のウィンブルドン男子ダブルス1回戦で、ピリッチはジーン・スコット（アメリカ）とペアを組み、クリフ・リッチー（アメリカ）＆トルベン・ウルリッヒ（デンマーク）組に 19-21, 12-10, 6-4, 4-6, 9-7 のスコアで勝った。この試合で繰り広げられた「98ゲーム」は、41年間にわたりウィンブルドン男子ダブルスの最多ゲーム記録であった。（2007年のウィンブルドン男子ダブルス2回戦で、マルセロ・メロ＆アンドレ・サ（ともにブラジル）組とケビン・ウリエット（ジンバブエ）＆ポール・ハンリー（オーストラリア）組が 5-7, 7-6, 4-6, 7-6, 28-26 の「102ゲーム」を戦い、41年ぶりにピリッチたちの記録を更新した。）1967年、ピリッチは全仏選手権でトニー・ローチ（オーストラリア）との準決勝に進み、当時の男子テニス世界ランキングで「7位」に入った。全米選手権終了後、彼はプロテニス選手に転向した。
ピリッチがプロ選手になった時期は、テニス史上最大の転換点であった「オープン化措置」の実施と重なる。それまでのテニスグランドスラム大会（全豪選手権・全仏選手権・ウィンブルドン選手権・全米選手権）は、出場資格がアマチュア選手に限定されていたが、1960年代にはプロ選手たちが増えてきて、アマチュアテニスの選手層が薄くなり、競技レベルの低下が進んでいた。そのため1968年の「全仏オープン」から、グランドスラム大会にプロ選手の出場を解禁する措置が実施された。こうしてテニス界は「オープン化時代」を迎える。これに先立ち、著名なスポーツ競技運営者のラマー・ハント（1932年 - 2006年）が、従来のプロテニスツアーとは異なる新しい組織を設立した。8人のプロ選手たちが、ハントが新たに創設した男子プロテニスツアー「ワールド・チャンピオンシップ・テニス」（World Championship Tennis, 略称 WCT）と最初の契約を締結した。8人の顔触れは、ユーゴスラビアのニキ・ピリッチ、ジョン・ニューカムとトニー・ローチ（この2人はオーストラリア）、デニス・ラルストンとアール・ブックホルツ（この2人はアメリカ）、ピエール・バルト（フランス）、クリフ・ドリスデール（南アフリカ）、ロジャー・テーラー（イギリス）である。この8人は当時のテニス界で「ハンサム・エイト」（The Handsome Eight）と呼ばれた。WCTは徐々に契約選手を増やしていったが、後年にも「ハンサム・エイト」の呼び名がワールド・チャンピオンシップ・テニスの同義語として用いられることがあった。
WCT発足から2年後の1970年、ピリッチは同じく「ハンサム・エイト」の1人であるピエール・バルトとペアを組み、全米オープン男子ダブルスで優勝した。この決勝戦で、2人はオーストラリアペアのロッド・レーバー＆ロイ・エマーソン組を 6-3, 7-6, 4-6, 7-6 で破る勝利を挙げた。1971年のウィンブルドンで、ピリッチは女優のミア・アダモヴィッチと知り合い、結婚生活に入る。妻ミアのおじは、当時「ユーゴスラビア・テニス連盟」の会長を務めていた。
1973年、ニキ・ピリッチの人生で最大の波乱が訪れる。この年から男子団体戦のデビスカップもオープン化され、プロ選手の出場が可能になったが、ピリッチはユーゴスラビア・テニス連盟からのデビスカップ出場要請を拒否し続けた。そのため、彼はユーゴテニス連盟から9ヶ月の出場停止処分を言い渡される。この件は全仏オープン直前に明らかになり、「国際ローンテニス連盟」（International Lawn Tennis Federation, 略称ILTF：現在の国際テニス連盟）は緊急会合を開いて、彼の出場停止処分を9ヶ月から1ヶ月へ短縮することを検討した。1ヶ月の出場停止処分は、ウィンブルドンから発効する。この騒動のさなかで、ピリッチは全仏オープン男子シングルス準優勝者となり、同じく共産主義国であったルーマニアのイリ・ナスターゼに 3-6, 3-6, 0-6 で敗れた。当時発足したばかりの男子プロテニス協会（Association of Tennis Professionals, 略称ATP）に加盟していた選手たちは、この件は単にピリッチ1人の問題ではなく「ATPツアー全体の問題」と重く受け止めた。当時はどこの国でも、選手たちの活動が自国のテニス連盟に拘束され、海外遠征などを自由にできないケースが多かったため、彼らはピリッチとユーゴテニス連盟の摩擦を「他人事ではない」とみなした。その結果として、ウィンブルドン開幕直前に「ピリッチが出場できないトーナメントはすべてボイコットする」決議が採択され、総計「79名」のATPツアー加盟選手たちがウィンブルドンをボイコットした。出場停止処分が明けた後、ピリッチは全米オープンでヤン・コデシュ（チェコスロバキア）との準々決勝まで勝ち進んだ。その後、彼は問題視されたデビスカップにも1974年から1977年まで4年間ユーゴ代表選手として出場し、1978年全仏オープンまで4大大会に出場した。

## 引退後
1978年7月の「シュトゥットガルト選手権」を最後に選手生活から引退し、その後西ドイツ市民権を取得した。彼は1987年からデビスカップで西ドイツ代表チームの監督に就任し、1988年にミュンヘンの地で「ニキ・ピリッチ・テニスアカデミー」を設立した。ピリッチ監督のもとに、デビスカップの西ドイツ代表チームは1988年・1989年にデ杯2連覇を達成した。
1990年10月3日のドイツ再統一により、チーム名称も西ドイツ（ドイツ連邦共和国）から「ドイツ」となる。ピリッチは1993年にドイツを4年ぶり3度目の優勝に導き、1997年まで統一ドイツチームを率いた。その後2001年から2005年まで故国クロアチアの代表監督を務め、2005年にクロアチア・チームをデ杯初優勝に導いた。彼はドイツで1988年・1989年・1993年、クロアチアで2005年に優勝監督となり、2つの異なるチームで4度のデビスカップ優勝に貢献したことになる。
ミュンヘンにある「ニキ・ピリッチ・テニスアカデミー」からは、2008年全豪オープン優勝者になったノバク・ジョコビッチをはじめ、エルネスツ・ガルビス（ラトビア）やサンドラ・クレーゼル（ドイツ）などの選手たちが育っている。